# Salamon Antal (pap)
Salamon Antal (Lujzikalagor, 1934. november 10. – Kostelek, 2014. február 8.) szentszéki tanácsos, kosteleki plébános.

## Élete
Népes csángó családban született. Középiskoláit 1946-ban kezdte a székelyudvarhelyi római katolikus gimnáziumban, ahová Márton Áron püspök vette fel ingyenes tanulónak. Gyulafehérváron érettségizett, teológiai tanulmányait az ottani Hittudományi Főiskolán végezte. Márton Áron szentelte pappá 1958-ban. Ő volt az első moldvai csángó, aki Erdélyben lett pappá.
Marosillyén káplán, majd a dévai Szent Antal plébánia lelkésze lett. A diktatúra zaklatásai alatt kapta azt sokkot, ami beszédében néha megnyilvánult. 1978-tól egészen haláláig a gyulafehérvári főegyházmegye legkeletibb, és csak nagy kerülővel megközelíthető plébániájának, Kosteleknek és a hozzá tartozó Magyarcsügésnek és Gyepecének lett lelkipásztora.
Felkarolta és ápolta az 1979-ben boldoggá avatott Rupert Mayer emlékét, aki az I. világháborúban Kostelek környékén súlyosan megsebesült.
Elévülhetetlen érdemei voltak a csángó gyermekek magyar nyelvű oktatásának elindításában, melyet Bákó megyében elsőként, az 1990-es évek végén kezdett el.